# بيتي هاريس (كيميائية)
بيتي هاريس (بالإنجليزية: Betty Harris)‏ هي كيميائية أمريكية، ولدت في 29 يوليو 1940 في مونرو في الولايات المتحدة.